# اسما سعیدی
اَسما سعیدی (زادهٔ ۱۰ مهر ۱۳۷۹ در ارومیه) بازیکن تیم ملی والیبال زنان ایران است. او عضو باشگاه والیبال پیکان است.
او آموزش والیبال را از سال ۱۳۹۲ ابتدا در سالن خانهٔ جوان و سپس در خانهٔ والیبال هیئت والیبال استان آذربایجان غربی آغاز کرد. وی در سال ۱۳۹۶ به تیم ملی والیبال دختران در ردهٔ سنی جوانان دعوت شد و در سال ۱۳۹۷ در ترکیب نهایی تیم ملی والیبال جوانان دختران ایران در نوزدهمین دوره مسابقات والیبال قهرمانی جوانان زیر ۱۹ سال آسیا در ویتنام قرار گرفت.
اسما سعیدی در رقابت‌های انتخابی المپیک ۲۰۲۰ توکیو نیز حضور داشت.